# Xylonagra arborea
Xylonagra arborea là một loài thực vật có hoa trong họ Anh thảo chiều. Loài này được (Kellogg) Donn. Sm. & Rose miêu tả khoa học đầu tiên năm 1913.